# Repli-Kate
Repli-Kate – amerykańsko-niemiecka komedia z 2002 roku w reżyserii Franka Longo. Wyprodukowany przez 20th Century Fox.

## Opis fabuły
Max Fleming (James Roday) jest nastoletnim naukowcem. Spotyka swój ideał kobiety, którą jest piękna reporterka Kate Carson (Ali Landry). Chłopak jednak nie może liczyć na jej wzajemność. Podczas jednego ze swoich naukowych eksperymentów niechcący tworzy klona dziewczyny. Klon różni się osobowością od pierwowzoru - oryginalna Kate jest romantyczna i zaangażowana w swoją pracę, podczas gdy klon jest lubieżny i wykazuje wiele stereotypowych zachowań męskich. Znaczna część komizmu wynika z kontaktów między oboma istotami, bądź z sytuacji gdy są one mylone.
Pod koniec filmu młodzi naukowcy klonują również swojego promotora, doktora Jonasa, który próbuje przywłaszczyć sobie ich sukces. Gdy podczas prezentacji klon wyskakuje z ukrytej w podłodze skrytki, publiczność nie daje wiary - jest przekonana że obie Kate i obaj Jonasowie są bliźniętami.

## Obsada
- Ali Landry jako Kate/Repli-Kate
- James Roday jako Max Fleming
- Desmond Askew jako Henry
- Eugene Levy jako Jonas Fromer
- Todd Robert Anderson jako Felix
- Ryan Alosio jako Derek Waters
- Kurt Fuller jako prezydent Chumley
- Aimee Allen jako Wendy
- Amandah Reyne jako Lili
- Melissa Greenspan jako Brandi
- Emilio Borelli jako Giovanni Bellini